# Carlo Cremonesi
Carlo Cremonesi (4 de novembro de 1866 - 25 de novembro de 1943) foi um cardeal italiano da Igreja Católica Romana que serviu como Prelado Territorial de Pompeia de 1926 a 1928, e foi elevado ao cardinalato em 1935.

## Biografia
Cremonesi nasceu em Roma, e lá estudou no Pontifício Seminário Romano antes de ser ordenado ao sacerdócio em 21 de junho de 1890. Ele, então, ensinou literatura na Pontifícia Universidade Urbaniana em Roma até 1909. Tornou-se secretário do Cardeal Luigi Galimberti e cônego do capítulo de Sant'Angelo in Pescheria. Foi elevado à categoria de Camareiro Honorário em 22 de maio de 1898; reconduzido em 15 de setembro de 1903. Cremonesi serviu como notário para os processos dos candidatos a se tornarem bispos das sés italianas, e depois como Secretário da Pontifícia Comissão de Obras de Religião de 1909 a 1921. Ele foi feito um Prelado doméstico de Sua Santidade em 9 de setembro de 1910, e um clérigo da Câmara Apostólica em 14 de junho de 1914.
Em 29 de dezembro de 1921, Cremonesi foi nomeado esmoler privado de Sua Santidade e Arcebispo Titular de Nicomédia pelo Papa Bento XV. Ele recebeu sua consagração episcopal em 8 de janeiro de 1922, na Capela Sistina, do próprio Papa Bento XVI, com o arcebispo Giovanni Nasalli Rocca di Corneliano e o bispo Agostino Zampini, OSA, servindo como co-consagradores. Cremonesi foi posteriormente nomeado Delegado Apostólico ao Pontifício Santuário de Nossa Senhora de Pompeia em 9 de março de 1926, e o primeiro Prelado Territorial de Pompeia em 20 de março de 1926; tomou posse em 22 de maio. Assistente no Trono Pontifício em 21 de dezembro de 1926. Renunciou à prelazia devido a outros encargos em Roma em 28 de setembro de 1928. Descreveu a audiência de cinquenta e cinco minutos de Benito Mussolini com o Papa Pio XI em fevereiro de 1932 como "muito longa".
O Papa Pio XI criou Cremonesi como Cardeal-presbítero no consistório de 16 de dezembro de 1935; recebeu o barrete vermelho e o título de S. Lorenzo em Lucina, em 19 de dezembro. Ele foi um dos cardeais eleitores que participaram do Conclave de 1939 que selecionou o Papa Pio XII.
Cardeal Cremonesi morreu em Roma, de um ataque cardíaco, aos 77 anos. Ele está enterrado em sua igreja titular de S. Lorenzo em Lucina.